# تايرون سافاج
تايرون سافاج هو ممثل كندي، ولد في 15 مايو 1985 في كندا.

## وصلات خارجية
- تايرون سافاج على موقع IMDb (الإنجليزية)
- تايرون سافاج على موقع قاعدة بيانات الفيلم (الإنجليزية)
- تايرون سافاج على موقع ANN person (الإنجليزية)